# Liantie Xiang
Liantie Xiang (kinesiska: 炼铁, 炼铁乡) är en socken i Kina. Den ligger i provinsen Yunnan, i den sydvästra delen av landet, omkring 310 kilometer väster om provinshuvudstaden Kunming. Antalet invånare är 22 806. Befolkningen består av 11 218 kvinnor och 11 588 män. Barn under 15 år utgör 20,0 %, vuxna 15-64 år 1 387 %, och äldre över 65 år 7,0 %.
Genomsnittlig årsnederbörd är 1 028 millimeter. Den regnigaste månaden är juli, med i genomsnitt 283 mm nederbörd, och den torraste är november, med 7 mm nederbörd.